# Elam Höglund
Elam Martin Höglund, född 21 februari 1852 i Kungsäters socken, Älvsborgs län, död 28 september 1926 i Gävle, var en svensk företagsledare. Han var far till Gunnar Höglund.
Efter kontorsanställning i Göteborg efterträdde Höglund 1884 Per Murén som disponent och verkställande direktör grundade Gefle Manufaktur AB i Strömsbro och innehade denna befattning till 1918. Han var även en verksam kommunalman, mångårig ordförande i Sveriges riksbanks avdelningskontor i Gävle (från 1898) och vice ordförande i Gefle stads sparbank. Han var styrelseledamot och ordförande i Gävle Köpmannaförening och vice ordförande i handelskammaren 1917–1918.